# Хрестик (у вишивці)

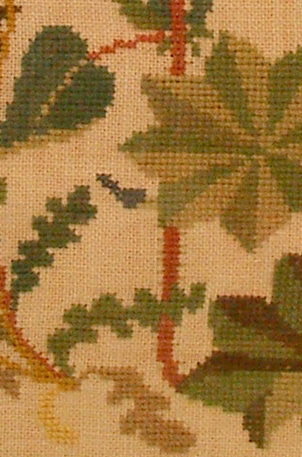
Елемент вишивки хрестиком із Швеції.

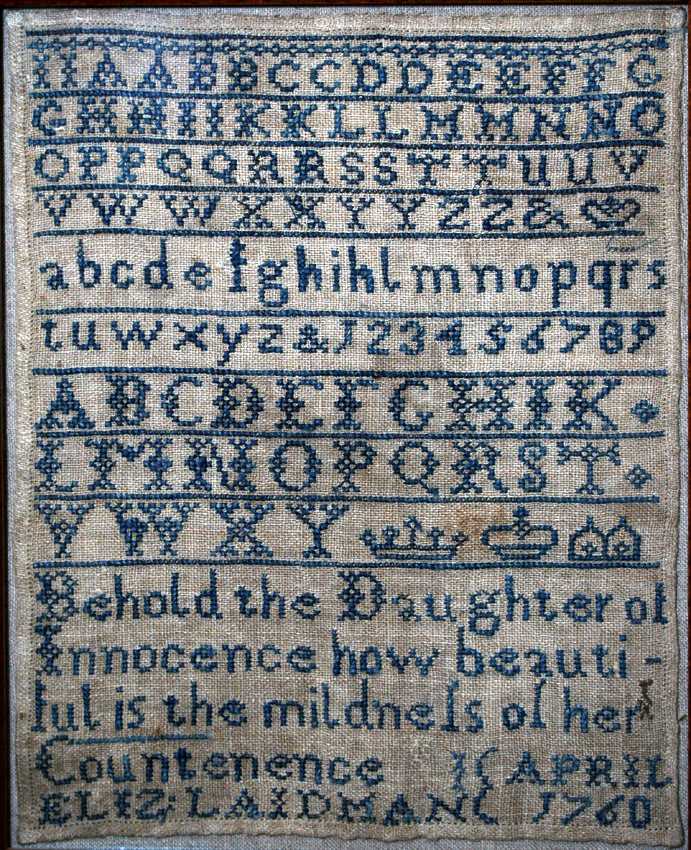
Зразок вишивки хрестиком з абеткою, звичайними та геральдичними коронами, 1760 рік

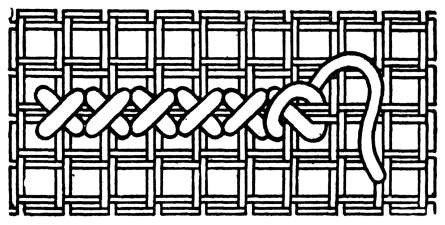
Хрестики, вишиті по канві

Хрестики у вишиванні, вишивці по канві та інших видах рукоділля — це ряд стібків, при утворенні яких нитки перетинаються у формі «x» або «+». Шов хрестиком називають «ймовірно, найбільш популярним вишивальним швом»; він широко розповсюджений у рукодільних традиціях Балканського півострову, Середнього Сходу, Афганістану, колоніальної Америки та вікторіанської Англії.

## Застосування
Хрестики були поширеними у вишивці по канві у XVI ст.; наприкінці століття їх поступово витіснив гобеленовий шов. Вишивка хрестиком по канві знову стала популярною в середині XIX ст. завдяки загальному захопленню берлінською вишивкою вовняним гарусом.
Шов «козлик», «риб'яча кістка», «Ван Дейк» та інші подібні шви хрестиком використовуються у вишивці гладдю, особливо у випадках, коли потрібно щільно вишити стебла, листя та інші подібні елементи. Звичайний хрестик використовують для заповнення фону у вишивці ассізі.
Шви хрестиком широко використовувались у XVIII і XIX ст.ст. для маркування білизни; навички дівчат у цьому рукоділлі оцінювались по зразках, на яких хрестиком вишивали абетку, цифри, птахів та інших тварин. Звичайні і геральдичні корони вишивали на білизні знатних осіб. Багато сучасних видів вишивки хрестиком беруть початок від цієї традиції.

## Різновиди
Розповсюджені різновиди швів хрестиком:
- звичайний хрестик
- несиметричний хрестик
- подвійний хрестик
- італійський хрестик
- шов «кошик»
- шов «листочок»
- шов «козлик»
- шов «подвійний козлик»
- шов «прикріплений козлик»
- шов «перевитий козлик»
- шов «перев'язаний козлик»
- чорногорський хрестик
- шов «решітка»
- шов «шип»
- шов «Ван Дейк»

### Галерея

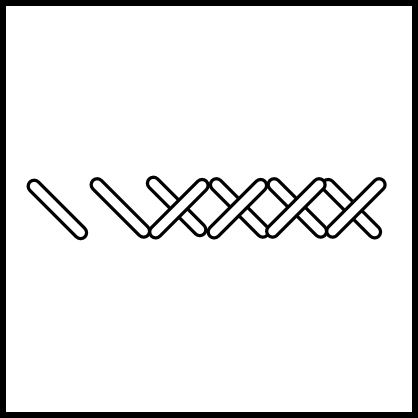
Звичайний хрестик
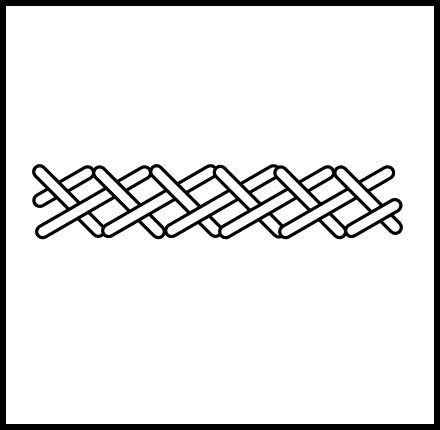
Несиметричний хрестик
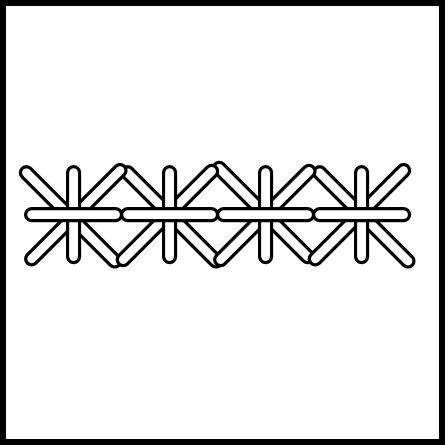
Подвійний хрестик
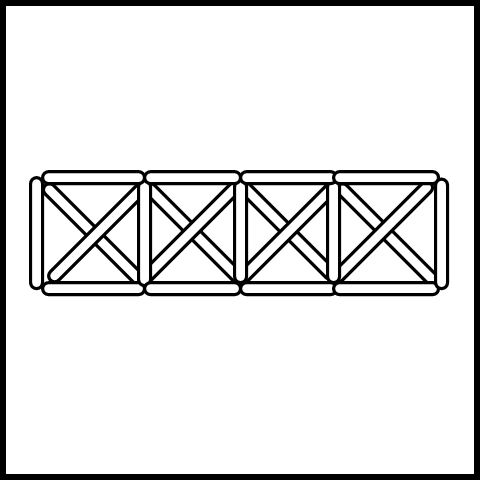
Італійський хрестик
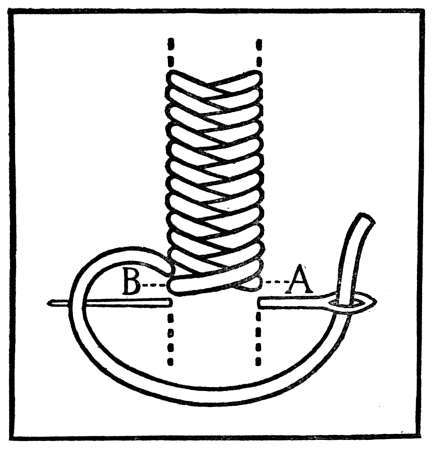
Шов "кошик"
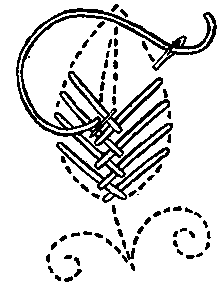
Шов "листочок"
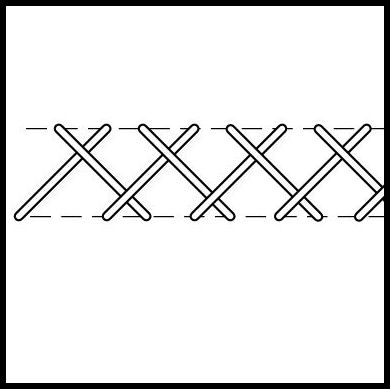
Шов "козлик"
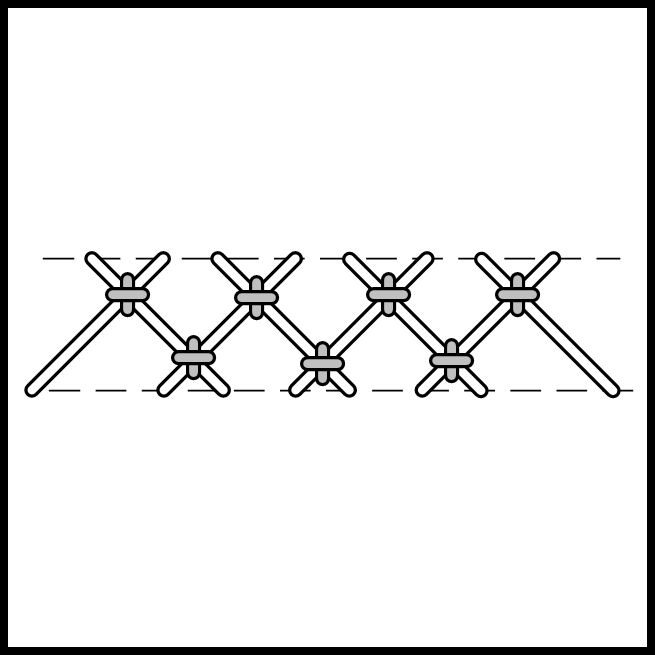
Шов "прикріплений козлик"
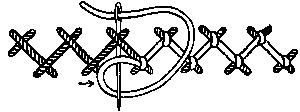
Шов "перев'язаний козлик"
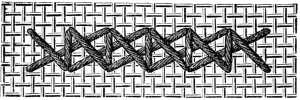
Чорногорський хрестик
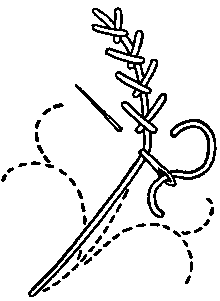
Шов "шип"
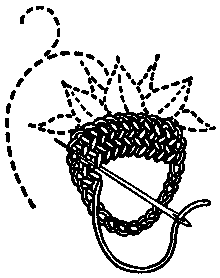
Шов "решітка"
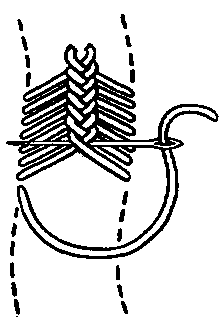
Шов "Ван Дейк"